# Félix Rotaeta Otegui
Félix Rotaeta Otegui (Madrid, 1 d'abril de 1942 – Barcelona, 23 de novembre de 1994) va ser un actor, director i escriptor espanyol.

## Biografia
Després d'estudiar periodisme i art dramàtic comença a dedicar-se a la interpretació a través del grup de teatre independent Los Goliardos, en el qual roman des de 1965 fins a la seva dissolució en 1972.
Un any després debuta al cinema aconseguint certa notorietat en el mitjà durant els anys setanta i principis dels vuitanta. Especialitzat en personatges complexos, turmentats i a vegades sinistres, destaca el seu paper de marit gelós i maltractador en el primer llargmetratge dirigit per Pedro Almodóvar Pepi, Luci, Bom y otras chicas del montón (1980).
Durant aquest temps va continuar la seva carrera com a actor en teatre i televisió: Silencio, estrenamos (1974), El pícaro (1974), Suspiros de España (1974), Niebla (1976), Platos rotos (1985) o Delirios de amor (1989).
Com a autor literari va escriure les novel·les Las pistolas (JC, 1981; Hiperión, 1983) i Merienda de blancos (Hiperión, 1983) i l'obra de teatre Del marqués al Ministro, sin pasar por el registro. Addicionalment va dirigir dos llargmetratges: El placer de matar (1987), adaptació de la seva novel·la Las pistolas que va obtenir premi a millor òpera preval en la IV Setmana del Cinema Espanyol de Múrcia, i Chatarra (1991) protagonitzat per Carmen Maura i Mario Gas i que va ser seleccionat a concurs al Festival de Venècia.
| «                                 | "Si algú em solucionés el problema el problema econòmic, em dedicaria en realitat al que més m'importa en aquesta vida: contar històries" | » |
| — Félix Rotaeta (Diari ABC, 1994) | |   |

Es trobava a Tudela rodant Atolladero -un western futurista d'Óscar Aibar, i amb Pere Ponce i Iggy Pop entre els protagonistes- quan va començar a trobar-se malament. Va morir el 23 de novembre de 1994 a l'Hospital Clínic de Barcelona a causa d'un xoc sèptic que li va produir finalment la mort als 52 anys. Dies després se li va tributar un homenatge a la sala El Sol amb la presència d'artistes com Gabino Diego, Nuria Espert, Fernando Colomo, Pere Ponce, Juan Carlos Eguillor, Pedro Olea, Santiago Ramos, Joaquín Hinojosa, Mónica López o Javier Gurruchaga.

## Filmografia (selecció)
- Yo creo que... (1975).
- Los placeres ocultos (1976).
- Pomporrutas imperiales (1976).
- La petición (1976).
- Tigres de papel (1977).
- ¿Qué hace una chica como tú en un sitio como éste? (1978).
- La escopeta nacional (1978).
- De fresa, limón y menta (1978).
- El crimen de Cuenca (1980).
- Pepi, Luci, Bom y otras chicas del montón (1980).
- Gary Cooper, que estás en los cielos (1980).
- Crónica de un instante (1981).
- Kargus (1981).
- Corre, gitano (1982).
- La conquista de Albania (1984).
- Akelarre (1984).
- Tiempo de silencio (1986).
- Calé (1987).
- El placer de matar (1987). Director.
- Soldadito español (1988).
- Boom boom (1990).
- Chatarra (1991). Director.
- Justino, un asesino de la tercera edad (1994).
- Atolladero (1995).